# Ninho da Serpente
Ninho da Serpente é uma telenovela brasileira produzida e exibida pela Band  entre 5 de abril e 27 de agosto de 1982, em 119 capítulos, substituindo Os Adolescentes e sendo substituída por Renúncia. Estreou às 21h30, mas foi transferida para as 20h após duas semanas – horário que estava vago desde o fim de Rosa Baiana (1981). Escrita por Jorge Andrade, com supervisão de Antonio Abujamra, sob direção de Henrique Martins.
Conta com Cleyde Yáconis, Kito Junqueira, Eliane Giardini, Laura Cardoso, Beatriz Segall, Juca de Oliveira, Selma Egrei e Othon Bastos nos papéis principais.

## Enredo
Quando o milionário Cândido Taques Penteado morre, sua perversa irmã Guilhermina acredita que será a herdeira natural, porém, o testamento traz a revelação de que ele teve um filho: o enfermeiro Mateus, único herdeiro. Ao se mudar para a mansão com sua mãe Eugênia e sua irmã Lia, Mateus passa a enfrentar constantemente as armações de Guilhermina para ser deserdado com ajuda de seu capanga Joaquim. A megera tem cinco filhos: Jerusa e Norma são igualmente arrogantes e interesseiras; a viúva Noêmia e o solteirão Eduardo são submissos e tem medo de viver os romances com Almeida e Lia; já a rebelde Consuelo é honesta e vive em conflito com a mãe e com o namorado Samuel por não se sentir parte daquele jogo de poder. 
Os únicos na mansão que gostam de Mateus são Maria Clara, irmã bem humorada e debochada de Guilhermina, e Lídia, neta da megera e o grande amor da vida do enfermeiro, que é alvo da inveja da prima Mariana, uma adolescente obcecada por ele, e das armações da própria avó contra o rapaz. Os demais netos de Guilhermina também causam desgosto à avó: André, Rogério e Alex só pensam em festas e não tem interesse pelos negócios, Bernarda é fútil e só gosta de gastar, enquanto Karl é apaixonado pela empregada Marinalda, um alvo constante das humilhações de Guilhermina.

## Elenco
| Ator/Atriz            | Personagem                        |
| --------------------- | --------------------------------- |
| Cleyde Yáconis        | Guilhermina Taques Penteado       |
| Kito Junqueira        | Mateus Barroso                    |
| Eliane Giardini       | Lídia Taques Penteado de Andrade  |
| Laura Cardoso         | Eugênia Barroso                   |
| Beatriz Segall        | Noêmia Taques Penteado de Andrade |
| Juca de Oliveira      | Dr. Almeida Prado                 |
| Selma Egrei           | Consuelo Taques Penteado          |
| Othon Bastos          | Samuel Razuk                      |
| Júlia Lemmertz        | Mariana Taques Penteado Reis      |
| Carmem Silva          | Maria Clara Taques Penteado       |
| Antônio Petrin        | Joaquim                           |
| Márcia de Windsor     | Jerusa Taques Penteado Torres     |
| Luiz Carlos de Moraes | Luís Eulálio Torres               |
| Imara Reis            | Norma Taques Penteado Reis        |
| Jairo Arco e Flexa    | Márcio Reis                       |
| Raymundo de Souza     | Eduardo Taques Penteado           |
| Danúbia Machado       | Lia Barroso                       |
| Mayara Magri          | Marinalda                         |
| Paulo César Grande    | Karl Taques Penteado de Andrade   |
| Giuseppe Oristânio    | André Taques Penteado de Andrade  |
| Flávio Guarnieri      | Rogério Taques Penteado Torres    |
| Hugo Della Santa      | Alex Taques Penteado Reis         |
| Déborah Seabra        | Bernarda Taques Penteado Torres   |
| Edgard Franco         | Delegado Romeu                    |
| Valdir Fernandes      | Dr. Mário                         |
| Lúcia Mello           | Rosalina                          |
| Jairo Arco e Flexa    | Márcio                            |
| Denise Stoklos        | Oriana                            |
| Geny Prado            | Gabi                              |
| Sônia Oiticica        | Júlia                             |
| Emílio di Biasi       | Cassiano                          |
| Alexandre Raymundo    | Ronald Taques Penteado Reis       |

### Participações especiais
| Ator/Atriz  | Personagem |
| ----------- | ---------- |
| Kate Lyra   | Pietra     |
| Nydia Lícia | Olímpia    |

## Produção

### Início
A produção de Ninho da Serpente começou em março de 1982, quando o autor Jorge Andrade, após concluir a autoria de Os Adolescentes, iniciou o desenvolvimento de uma nova trama para a Band (na época como Rede Bandeirantes). O título provisório era Ninho de Serpente, e a obra foi concebida para substituir a novela de Ivani Ribeiro. A direção inicial ficou a cargo de Henrique Martins, responsável pelos 20 primeiros capítulos gravados na mansão que servia de cenário central, com supervisão de Antônio Abujamra. Posteriormente, Antonino Seabra foi contratado para dividir a direção, ficando responsável pelas gravações externas, realizadas em locações como boates, indústrias, cemitérios e rodoviárias.
Ambientada na alta burguesia paulistana, a trama misturava realidade e ficção. Segundo o autor, figuras conhecidas da sociedade, como Chiquinho Scarpa, interpretariam a si mesmas ao lado dos personagens fictícios.
O principal cenário era uma mansão de 30 aposentos na Rua Guatemala, 193, em Jardins, em São Paulo, tratada como um personagem central da história. Construída pelo conde Francisco Matarazzo para o filho Eduardo, a casa foi alugada pela emissora e anteriormente habitada por Zulmirinha Lunardelli, que serviu de inspiração para o autor.
O enredo girava em torno da matriarca Guilhermina Taques Penteado (Cleyde Yáconis) e da disputa pela herança deixada por seu irmão Cândido, um milionário excêntrico comparado a Howard Hughes, que nunca aparecia na trama. Sem herdeiros diretos, Cândido deixava apenas irmãos e sobrinhos, e seu testamento, no valor de 10 bilhões de cruzeiros, era o centro do conflito, apresentado já no primeiro capítulo. A narrativa, com clima de literatura policial, explorava traições, egoísmo, ganância e assassinatos. Jorge Andrade destacou que a luta na trama ocorria dentro da própria classe social detentora de poder e riqueza, em contraste com Os Ossos do Barão, cujo embate era entre a alta burguesia e a classe de imigrantes. Inicialmente prevista para cerca de 80 capítulos, a telenovela foi estendida para 120 após o autor concordar em escrever mais 40.

### Elencos
O elenco reunia um grande número de atores. A protagonista Cleyde Yáconis interpretava a Guilhermina Taques Penteado, matriarca de 70 anos que controlava a família e a fortuna. Usava vestidos longos para disfarçar um defeito na perna e carregava uma bengala com castão de prata em forma de cabeça de galgo. Sua irmã mais velha era Maria Clara (Carmem Silva).
Seus cinco filhos eram: Noêmia (Beatriz Segall), objetiva e voltada para negócios; Jerusa (Márcia de Windsor), a romântica; Norma (Imara Reis), frequentadora de cassinos; Consuelo (Selma Egrei), rebelde e adepta de roupas informais; e Eduardo (Raimundo de Souza). Consuelo era filha ilegítima de Guilhermina com o motorista Joaquim (Antônio Petrin). Os maridos de Jerusa e Norma eram, respectivamente, Luís Eulálio (Luiz Carlos de Moraes) e Márcio (Jairo Arco e Flexa). A atriz Márcia de Windsor faleceu em 4 de agosto de 1982 que ela teve a morte natural, súbita, por acidente coronário, três semanas após o término da novela, sendo esta sua última participação em telenovelas.
Entre os netos e demais personagens, destacavam-se os filhos de Noêmia: Lídia (Eliane Giardini), André (Giuseppe Oristânio) e Karl (Paulo César Grande). Karl era um jovem surfista, avesso a convenções sociais, que gostava de roupas esportivas e cores mais alegres. Eliane Giardini interpretava Lídia, uma pessoa tradicional que entrava em conflito com a avó por causa de sua imoralidade. Lídia se sentia atraída pelo enfermeiro Mateus, o que a desequilibrava emocionalmente. Os filhos de Jerusa eram Bernarda (Deborah Seabra) e Rogério (Flávio Guarnieri). Já os filhos de Norma eram Alex (Hugo Della Santa), Mariana (Júlia Lemmertz) e Ronald (Alexandre Raymundo). Alex era um jovem ambicioso e frio que herdou os valores burgueses da família. Durante a sequência final da leitura do testamento de Cândido, Alex, interpretado por Hugo Della Santa, foi encontrado dormindo no quarto de Guilhermina. Na mesma semana, Alex (Hugo Della Santa) e Bernarda (Deborah Seabra) saíram da trama. O personagem Alex se mudou para a Inglaterra, enquanto Bernarda foi para Paris para fazer um curso de secretariado a pedido de Mateus.
O elenco também incluía o enfermeiro Mateus (Kito Junqueira), que cuidava de Cândido Taques até sua morte. Mateus era o filho biológico de Cândido com Olímpia (Nídia Lycia) e o principal beneficiário da herança. A atriz Laura Cardoso foi contratada da Bandeirantes para interpretar Eugênia, a mãe adotiva de Mateus. Danúbia Machado interpretou Lia de Andrade, que é a irmã de Mateus e filha de Eugênia. Nídia Lycia interpretou Olímpia Sampaio, a mãe biológica de Mateus, que teve um caso com Cândido. Kate Lyra também foi contratada pela Bandeirantes, vivendo a personagem Pietra, uma americana descendente de emigrantes russos, que veio para balançar o coração de Mateus. O delegado Maurício (Edgard Franco), inspirado no delegado Romeu Tuma, investigava o assassinato da copeira Marinalda (Mayara Magri) e o sequestro de Ronald. Inicialmente, o personagem se chamaria Romeu. Em junho, entraram em cena Maurício e o psicanalista Mário (Waldir Fernandes), responsável por sessões com membros da família, tendo Rogério como paciente assíduo.
Outros personagens incluíam Rosalina (Lúcia Mello), atriz no ostracismo e amiga da família, que deixa a trama acompanhando Bernarda para Paris; Samuel Razuk (Othon Bastos), advogado cujo papel era originalmente de Flávio Galvão; e Dr. Almeida Prado (Juca de Oliveira), e também Emílio Di Biasi (Cassiano) e Júlia Lemmertz (Mariana).

### Estreia e exibição
Ninho da Serpente estreou em 5 de abril de 1982, às 21h15, na Band. A partir do dia 10 de maio, a novela foi transferida para às 20h, especificamente às 20h15min, para abrir espaço na programação para o programa Boa Noite Brasil, de Flávio Cavalcanti. A mudança de horário ocorreu para aumentar a audiência da novela.

### Gravações do Rio de Janeiro
Em junho de 1982, a Band foi ao Rio de Janeiro para gravar cenas da novela, mas a empreitada foi considerada um "fracasso" e diversas tomadas tiveram que ser transferidas. Apesar disso, uma sequência de cenas gravadas na cidade seria apresentada no capítulo 55, mostrando os personagens Mateus (Kito Junqueira), Eduardo (Raymundo de Souza), Consuelo (Selma Egrei) e Mariana (Júlia Lemmertz) em um passeio na Baía de Guanabara a bordo do iate de João Flávio Lemos de Moraes, o "late Lourdes".

### Fim da gravação
O término das gravações de Ninho da Serpente ocorreu em agosto de 1982. A telenovela, que inicialmente teria 80 capítulos, teve seu número aumentado para 120, após Jorge Andrade concordar em escrever mais 40 capítulos, adiando o término para agosto. A última gravação ocorreu sem qualquer anormalidade, conforme relatado por Selma Egrei, com Andrade já tendo entregue os últimos 119 capítulos. Faltavam apenas algumas cenas e a gravação de cinco capítulos, e o impasse seria solucionado com edição, segundo a Band.

## Reprise
Foi reprisada entre 25 de março e 6 de setembro de 1991 ás 11h15.

## Fatos
- Obteve uma boa audiência nos horários em que foi exibida, as vezes ameaçando a liderança da Rede Globo.
- Inicialmente a trama teria 80 capítulos, mas com a boa audiência e repercussão, foi solicitado ao autor Jorge Andrade que a esticasse até 120 capítulos.
- Foi a última telenovela da atriz Márcia de Windsor, que faleceu em 4 de agosto de 1982, aos 49 anos depois de três semanas do termino da novela.
- Foi a primeira telenovela do ator Paulo César Grande e das atrizes Eliane Giardini e Mayara Magri.
- A casa que serviu de locação para a novela existe de verdade, e fica situada à Rua Guatemala, 193, em Jardins, SP.

## Trilha sonora

### Ninho da Serpente – Trilha Sonora Original Nacional
Ninho da Serpente – Trilha Sonora Original Nacional é a trilha sonora da telenovela brasileira de mesmo nome exibida pela Band, lançado em junho de 1982 pela gravadora Philips sob o selo Disco Ban (o selo fonográfico da Band), com distribuição da PolyGram, conta com produção do álbum de Elvio Bombardi.
A trilha contém as canções dos artistas da MPB, com Elis Regina, Emílio Santiago, Chico Buarque, Gal Costa, Caetano Veloso, Claudette Soares, Chico da Silva, Fafá de Belém, Jair Rodrigues, Tunai e Wando. As canções complementam a narrativa da novela, evocando temas como os conflitos familiares e as intrigas por herança, as complexidades das relações amorosas e a desilusão, a busca por transformações e recomeços, e a reflexão sobre as aparências e os desejos mais profundos da alma.

#### Lista de faixas
| Lado A |                                   |                                       |                            |         |  |
| N.º    | Título                            | Compositor(es)                        | Artista(s)                 | Duração |  |
| 1.     | "Atrás da Porta"                  | Chico Buarque de Holanda Francis Hime | Elis Regina                | 2:49    |  |
| 2.     | "Outra Vez"                       | Isolda                                | Emílio Santiago            | 3:52    |  |
| 3.     | "Vida"                            | Chico Buarque                         | Chico Buarque              | 3:24    |  |
| 4.     | "Baby"                            | Caetano Veloso                        | Gal Costa e Caetano Veloso | 3:32    |  |
| 5.     | "Como é Grande Meu Amor por Você" | Roberto Carlos                        | Claudette Soares           | 3:10    |  |
| 6.     | "Tudo Mudou"                      | Chico da Silva Venâncio               | Chico da Silva             | 4:31    |  |

| Lado B |                                         |                         |                 |         |  |
| N.º    | Título                                  | Compositor(es)          | Artista(s)      | Duração |  |
| 7.     | "Bilhete"                               | Ivan Lins Vítor Martins | Fafá de Belém   | 4:42    |  |
| 8.     | "As Rosas não Falam"                    | Cartola                 | Emílio Santiago | 2:47    |  |
| 9.     | "Chuvas de Verão"                       | Fernando Lobo           | Caetano Veloso  | 2:51    |  |
| 10.    | "Pra Não Dizer Que Não Falei de Flores" | Geraldo Vandré          | Jair Rodrigues  | 3:20    |  |
| 11.    | "Às Aparências Enganam"                 | Tunai Sérgio Natureza   | Tunai           | 3:58    |  |
| 12.    | "Maior Desejo"                          | Wando                   | Wando           | 3:20    |  |

### Ninho da Serpente – Trilha Sonora Original Internacional
Ninho da Serpente – Trilha Sonora Original Internacional é a segunda trilha sonora da telenovela brasileira de mesmo nome exibida pela Band, lançado em julho de 1982 pela gravadora Epic Records com o selo Disco Ban (o selo fonográfico da Band), e distribuição pela CBS.
O álbum é composto por canções majoritariamente em inglês, contando com interpretações de grandes nomes como John Denver, Plácido Domingo, Barbra Streisand, Elkie Brooks, Bertie Higgins, o pianista francês Richard Clayderman, Tom Tom Club, o grupo jamaicano Third World, Booker T. Jones, Miguel Bosé e o conjunto musical Happy. As canções complementam a narrativa da novela, evocando temas como os dramas românticos e as desilusões, a busca por novas perspectivas e ares de liberdade, e as complexidades da vida urbana e das relações interpessoais.

#### Lista de faixas
| Lado A |                               |                     |                               |         |  |
| N.º    | Título                        | Compositor(es)      | Artista(s)                    | Duração |  |
| 1.     | "Perhaps Love"                | John Denver         | Plácido Domingo & John Denver | 2:56    |  |
| 2.     | "Shine On"                    | George Duke         | George Duke                   | 3:44    |  |
| 3.     | "If You Break My Heart"       | D. Essex S. Colyer  | Miguel Bosé                   | 3:26    |  |
| 4.     | "Fool If You Think It's Over" | C. Rea              | Elkie Brooks                  | 4:58    |  |
| 5.     | "Key Largo"                   | B. Higgins S. Limbo | Bertie Higgins                | 2:59    |  |
| 6.     | "Inna Time Like This"         | K. Michael Cooper   | Third World                   | 4:31    |  |

| Lado B |                           |                                   |                    |         |  |
| N.º    | Título                    | Compositor(es)                    | Artista(s)         | Duração |  |
| 7.     | "L'Espoir" (Instrumental) | O. Toussaint                      | Richard Clayderman | 3:12    |  |
| 8.     | "Wordy Rappinghood"       | Tom Tom Club                      | Tom Tom Club       | 3:44    |  |
| 9.     | "Memory"                  | A. L. Weber T. S. Eliot T. Nunn   | Barbra Streisand   | 3:52    |  |
| 10.    | "I Want You"              | Booker T. Jones Michael Stokes    | Booker T. Jones    | 4:36    |  |
| 11.    | "Annie's Song"            | John Denver                       | Plácido Domingo    | 3:00    |  |
| 12.    | "Viva America"            | Louis Rodríguez Larry Zanga Heney | Happy              | 3:55    |  |

### Ninho da Serpente – Trilha Sonora Original Instrumental
Ninho da Serpente – Trilha Sonora Original Instrumental é a terceira trilha sonora da telenovela brasileira de mesmo nome exibida pela Band, lançado em 1982 pelo selo Disco Ban/Polydor e distribuição pela PolyGram, contendo músicas instrumentais e se dedica a arranjos de obras clássicas renomadas, interpretados por James Last e Orquestra.
A seleção de peças inclui "Yosaku (tema de abertura)" do compositor japonês Kiminori Nanasawa, "Air From The Suite Nº 3 In D Major" e "Prelude Nº. 1 In C Major" de J. S. Bach, "Träumerei" de Robert Schumann, "In Mir Klingt Ein Lied" e "Fantasie-Impromptu" de Frederic Chopin, "Slavonic Dance Nº 10" de Antonín Dvořák, "Für Elise" e "Adagio From The Sonata Pathetique Nº 8 In C Minor Op: 13" de Ludwig van Beethoven, "Intermezzo Aus Der Oper 'Cavalleria Rusticana'" de Pietro Mascagni, "Prisoner's Chorus From 'Nabucco'" de Giuseppe Verdi, e "Barcarole From 'The Tales Of Hoffman'" de Jacques Offenbach, sugere que estas músicas foram utilizadas para pontuar momentos de grande dramaticidade, mistério, romance, solenidade na trama, adicionando uma camada de sofisticação e atemporalidade à atmosfera da novela. A inclusão de "Yosaku" como tema de abertura instrumental reforça sua importância na identidade sonora da telenovela.

#### Lista de faixas instrumentais
| Lado A |                                      |                   |         |  |
| N.º    | Título                               | Compositor(es)    | Duração |  |
| 1.     | "Yosaku" (Tema de abertura)          | Kiminori Nanasawa | 4:12    |  |
| 2.     | "Air From The Suite Nº 3 In D Major" | J.S. Bach         | 4:34    |  |
| 3.     | "Träumerei"                          | Robert Schumann   | 4:09    |  |
| 4.     | "In Mir Klingt Ein Lied"             | Frederic Chopin   | 4:05    |  |
| 5.     | "Fantasie-Impromptu"                 | Frederic Chopin   | 3:38    |  |
| 6.     | "Slavonic Dance Nº 10"               | A. Dvorak         | 2:17    |  |

| Lado B |                                                            |                                |         |  |
| N.º    | Título                                                     | Compositor(es)                 | Duração |  |
| 7.     | "Für Elise"                                                | Ludwig van Beethoven           | 2:48    |  |
| 8.     | "Prelude Nº. 1 In C Major"                                 | J.S. Bach James Last (arranjo) | 2:35    |  |
| 9.     | "Adagio From The Sonata Pathetique Nº 8 In C Minor Op: 13" | Ludwig van Beethoven           | 3:13    |  |
| 10.    | "Intermezzo Aus Der Oper 'Cavalleria Rusticana'"           | Pietro Mascagni                | 4:03    |  |
| 11.    | "Prisoner's Chorus From 'Nabucco'"                         | Verdi                          | 2:42    |  |
| 12.    | "Barcarole From 'The Tales Of Hoffman'"                    | Jacques Offenbach              | 2:44    |  |